# Primera categoria del Campionat de Catalunya de futbol 1912-1913
Resultats de la lliga de Primera categoria del Campionat de Catalunya de futbol 1912-1913.

## Sistema de competició
Aquesta temporada es produí una escissió dins del futbol català. Alguns clubs, com el FC Barcelona, FC Català, Avenç de l'Sport i FC Badalona se separaren de la federació i crearen la Football Associació de Catalunya, afiliada a l'associació dissident de la Federació Espanyola, la Unió Espanyola de Clubs.
Al campionat de la Federació Catalana de Clubs de Futbol hi van participar sis equip, que s'enfrontaren tots contra tots en una lliga a doble volta, anada i tornada. Els equips inscrits van ser: Reial Club Deportiu Espanyol, Foot-ball Club Espanya, Universitary Sport Club, Foot-ball Club Numància, Casual Sport Club i Reial Polo Jockey Club. Els dos darrers eren debutants en el campionat.

## Classificació
| Pos | Equip           | PJ | PG | PE | PP | GF | GC | DG  | Pts | Classificació |
| --- | --------------- | -- | -- | -- | -- | -- | -- | --- | --- | ------------- |
| 1   | FC Espanya (C)  | 10 | 9  | 1  | 0  | 32 | 5  | +27 | 19  | Campió        |
| 2   | RCD Espanyol    | 10 | 7  | 1  | 2  | 25 | 7  | +18 | 15  |               |
| 3   | Universitary SC | 9  | 5  | 1  | 3  | 23 | 10 | +13 | 11  |               |
| 4   | Reial Polo JC   | 10 | 3  | 1  | 6  | 9  | 27 | −18 | 7   |               |
| 5   | Casual SC       | 10 | 2  | 0  | 8  | 10 | 26 | −16 | 4   | (Nota)        |
| 6   | FC Numància     | 9  | 1  | 0  | 8  | 8  | 32 | −24 | 2   |               |

## Resultats
| Jornada | Data             | Local        |   | Visitant     |       | Resultat |       |
| ------- | ---------------- | ------------ | - | ------------ | ----- | -------- | ----- |
| 1       | 15 desembre 1912 | Reial Polo   | - | Espanya      | 0     | -        | 2     |
| 1       | 15 desembre 1912 | Casual       | - | Universitary | 2     | -        | 4     |
| 2       | 12 gener 1913    | Espanya      | - | Casual       | 2     | -        | 1     |
| 2       | 12 gener 1913    | Espanyol     | - | Numància     | 4     | -        | 0     |
| 3       | 19 gener 1913    | Universitary | - | Espanyol     | 0     | -        | 1     |
| 3       | 19 gener 1913    | Reial Polo   | - | Numància     | 4     | -        | 2     |
| 4       | 26 gener 1913    | Casual       | - | Espanyol     | 1     | -        | 2     |
| 4       | 26 gener 1913    | Espanya      | - | Numància     | 7     | -        | 0     |
| 5       | 2 febrer 1913    | Universitary | - | Reial Polo   | 4     | -        | 0     |
| 5       | 2 febrer 1913    | Casual       | - | Numància     | 1     | -        | 2     |
| 6       | 9 febrer 1913    | Espanya      | - | Universitary | 1     | -        | 0     |
| 6       | 9 febrer 1913    | Espanyol     | - | Reial Polo   | 4     | -        | 1     |
| 7       | 16 febrer 1913   | Reial Polo   | - | Casual       | 1     | -        | 3     |
| 7       | 16 febrer 1913   | Universitary | - | Numància     | 4     | -        | 1     |
| 8       | 23 febrer 1913   | Espanyol     | - | Espanya      | 1     | -        | 1     |
| 9       | 15 juny 1913     | Espanya      | - | Reial Polo   | 7     | -        | 0     |
| 9       | 29 juny 1913     | Universitary | - | Casual       | 7     | -        | 0     |
| 10      | 13 abril 1913    | Casual       | - | Espanya      | 0     | -        | 1     |
| 10      | 13 abril 1913    | Numància     | - | Espanyol     | 1     | -        | 3     |
| 11      | 20 abril 1913    | Espanyol     | - | Universitary | 0     | -        | 1     |
| 11      | 20 abril 1913    | Numància     | - | Reial Polo   | 1     | -        | 2     |
| 12      | 27 abril 1913    | Espanyol     | - | Casual       | 6     | -        | 0     |
| 12      | 27 abril 1913    | Numància     | - | Espanya      | 0     | -        | 5     |
| 13      | 4 maig 1913      | Reial Polo   | - | Universitary | 1     | -        | 1     |
| 13      | 4 maig 1913      | Numància     | - | Casual       | 1     | -        | 2     |
| 14      | 18 maig 1913     | Universitary | - | Espanya      | 2     | -        | 4     |
| 14      | 18 maig 1913     | Reial Polo   | - | Espanyol     | 0     | -        | 3     |
| 15      | 20 juliol 1913   | Casual       | - | Reial Polo   | (c/p) | (c/p)    | (c/p) |
| 15      | 25 maig 1913     | Numància     | - | Universitary | (s/d) | (s/d)    | (s/d) |
| 16      | 1 juny 1913      | Espanya      | - | Espanyol     | 2     | -        | 1     |
|         |                  |              |   |              |       |          |       |

Notes
- Jornada 5: el partit Casual-Numància fou suspès per pluja al minut 30 (0-1) i reprès el 9 de febrer amb el Casual jugant amb 9.[9][10]
- Jornada 6: victòria de l'Espanyol per 4 a 1.
- Jornades 7, 9 i 13: Reial Polo només presentà 10, 8 i 9 jugadors respectivament.
- Jornada 10: el partit Numància-Espanyol es jugà al camp de l'Espanyol.
- Jornada 15: Casual cedí els punts.
- Jornada 16: suspès per incidents al minut 65 (1-1) i reprès el 13 de juliol en el camp de l'Universitary.[11][12]

|    |                 | FC Espanya | RCD Espanyol | Universitary SC | Vermell i Blau | Casual SC | FC Numància |
| 1. | FC Espanya      |            | 2:1          | 1:0             | 7:0            | 2:1       | 7:0         |
| 2. | RCD Espanyol    | 1:1        |              | 0:1             | 4:1            | 6:0       | 4:0         |
| 3. | Universitary SC | 2:4        | 0:1          |                 | 4:0            | 7:0       | 4:1         |
| 4. | Reial Polo JC   | 0:2        | 0:3          | 1:1             |                | 1:3       | 4:2         |
| 5. | Casual SC       | 0:1        | 1:2          | 2:4             | 0:0            |           | 1:2         |
| 6. | FC Numància     | 0:5        | 1:3          | Fallat          | 1:2            | 1:2       |             |

## Golejadors
| Gols |                     |                 |
| ---- | ------------------- | --------------- |
| 6    | Joan Armet          | Universitary SC |
| 5    | Mario Passani       | FC Espanya      |
| 4    | Quer                | Reial Polo JC   |
| 4    | Manuel del Castillo | RCD Espanyol    |
| 3    | Olivé               | FC Espanya      |
| 3    | E. Fradera          | FC Numància     |
| 3    | Joan Bertran        | Reial Polo JC   |
| 3    | A. Morales          | RCD Espanyol    |
| 3    | E. Ponz             | RCD Espanyol    |
| 2    | Felip Janer         | Casual SC       |
| 2    | Batlle              | Universitary SC |
| 2    | Carles Comamala     | Casual SC       |
| 2    | Lorca               | Casual SC       |
| 2    | Antoni Baró         | FC Espanya      |
| 2    | Gabriel Bau         | FC Espanya      |
| 2    | Emili Sampere       | RCD Espanyol    |
| 1    | Baixeras            | Reial Polo JC   |
| 1    | Josep Torrents      | Universitary SC |
| 1    | Ramiro Ramírez      | Casual SC       |
| 1    | Augusto Ozores      | Universitary SC |
| 1    | Leandro Aguirreche  | Universitary SC |
| 1    | J. Varela           | Universitary SC |
| 1    | William Hodge       | RCD Espanyol    |
| 1    | Genaro de la Riva   | RCD Espanyol    |
| 1    | Casimir Mallorquí   | FC Espanya      |
| 1    | Cases               | Reial Polo JC   |
| 1    | Aparicio            | FC Numància     |
|      |                     |                 |

Notes
- No hi ha dades de 28 gols marcats per l'Espanya.
- No hi ha dades de 14 gols marcats per l'Espanyol.
- No hi ha dades de 14 gols marcats per l'Universitary.
- No hi ha dades del gol marcat pel Reial Polo a l'Espanyol.
- No hi ha dades de 2 gols marcats pel Casual.
- No hi ha dades de 4 gols marcats pel Numància.